# Sienita
Las sienitas son un grupo de rocas ígneas plutónicas de composición intermedia entre las granodioritas y los gabros. Según su composición y textura pueden tener diferente aspecto, desde una roca de grano fino y color claro con aspecto similar al granito hasta rocas  de grano grueso grisáceas. Aunque pueden ser muy parecidas al granito, se forman a partir de magmas con una proporción de sílice menor que los magmas graníticos, por lo cual contienen poco o nada de cuarzo.

## Composición
Entre los minerales félsicos esenciales aparecen como predominantes feldespatos potásicos, como la ortosa, y plagioclasas, típicamente andesina y labradorita. Como accesorios se encuentra titanita. Si el magma que las originó contenía suficiente sílice —lo que se conoce como magma saturado—, las sienitas pueden contener cuarzo como accesorio; en caso contrario —magma subsaturado— aparecen feldespatoides, generalmente nefelina. 
Entre los minerales máficos esenciales se encuentran anfiboles. Los accesorios son clinopiroxenos como la augita, biotita, una mica y  fayalita, un olivino. Pueden contener, siempre como accesorios, minerales que no son silicatos, como por ejemplo, apatito, sulfuros y óxidos de hierro, estos últimos a menudo en forma de impurezas en los feldespatos y feldespatoides.

## Origen
Se originan por la diferenciación de un magma basáltico alcalino.